# Uca (Leptuca) latimanus
Uca (Leptuca) latimanus is een krabbensoort uit de familie van de Ocypodidae. De wetenschappelijke naam van de soort is voor het eerst geldig gepubliceerd in 1894 door Rathbun.